# Nikolina Ilijanić
Nikolina Ilijanić (Karlovac, 16. studenoga 1983.) je hrvatska košarkašica, članica hrvatske košarkaške reprezentacije.

## Karijera
Sudjelovala je na završnom turniru europskog prvenstva 2007. godine.
2008. je bila u skupini igračica koje je pozvao izbornik Nenad Amanović na pripreme za EP 2009.